# Aleksei Voevoda
Aleksei Voevoda (n. 9 mai 1980, Kalînovîțea, Raionul Prîlukî, Cernihiv, RSS Ucraineană, URSS) este un bober ce a reprezentat Rusia, medaliat olimpic. A participat la 3 ediții ale Jocurilor Olimpice (2006, 2010, 2014) în care a câștigat două medalii de aur, o medalie de argint și o medalie de bronz.